# جون أوليفر (لاعب كرة قدم)
جون أوليفر (بالإنجليزية: John Oliver)‏ (1 يناير 1867 في المملكة المتحدة - ) هو لاعب كرة قدم بريطاني (وحمل سابقاً جنسية المملكة المتحدة لبريطانيا العظمى وأيرلندا) في مركز الظهير. لعب مع برمنغهام سيتي ونادي سندرلاند وMiddlesbrough Ironopolis F.C. ‏.